# Allium ubipetrense
Allium ubipetrense — вид рослин з родини амарилісових (Amaryllidaceae); ендемік Ірану.

## Опис
Цибулини притиснуто-яйцюваті, 2–3 см у довжину й у діаметрі. Стеблина циліндричні, трохи конічні (найширша нижче суцвіття), завдовжки (6)10–15 см, базально (4)5–6 мм, нижче суцвіття діаметром до 8 мм. Листків 1–2(3); від вузько- до широко-ланцетні, кінчик досить раптово звужений і з капюшоном, зверху і знизу гладка або неглибоко жолобчасті, з сивим нальотом. Суцвіття вузьке, потім широке, помірно щільні, до 8 см завширшки. Квітки широко дзвоноподібні, зірчасті. Листочки оцвітини від широко ланцетних до субяйцюватих, субгострі, ± (рожевувато) пурпурові з більш темною серединною жилкою, завдовжки 8–12 мм, 2.5–3.5 мм ушир. Пиляки жовті. Пилок жовтий. Коробочка коротко грушоподібна, діаметром 5–6 мм, поверхня майже гладка і злегка блискуча.

## Поширення
Ендемік Ірану. Населяє сухі кам'янисті і часто скелясті степові схили.